# سیارک ۳۵۳
سیارک ۳۵۳ (به انگلیسی: 353 Ruperto-Carola، نامگذاری:1893F) سیصد و پنجاه و سومین سیارک کشف شده‌است که در ۱۶ ژانویه ۱۸۹۳ و در هایدلبرگ کشف شد.
قدر مطلق سیارک برابر ۱۱٫۰۰ است.